# Sapphirina indicator
Sapphirina indicator is een eenoogkreeftjessoort uit de familie van de Sapphirinidae. De wetenschappelijke naam van de soort is voor het eerst geldig gepubliceerd in 1829 door Thompson J.V..